# 馬斯奧·法比奧·馬田斯
馬田斯（Márcio Fábio Martins，1980年4月30日—），全名為馬斯奧·法比奧·馬田斯，是巴西的足球運動員，位置為後衛，2009年9月10日加盟香港甲組足球聯賽球隊天水圍飛馬。

## 連結
- Player Information on tswpegasus.com
- MELHORES MOMENTOS - MARCIO MARTINS （页面存档备份，存于）